# Company of Heroes 2
Company of Heroes 2 (abreviado COH2) es un videojuego de estrategia en tiempo real, para computadoras personales, fue desarrollado por Relic Entertainment. y Feral Interactive,está ambientado en la Segunda Guerra Mundial y es la secuela directa del videojuego Company of Heroes.
 Se anunció en 2012, fue lanzado al mercado el 25 de junio de 2013 y posteriormente se lanzó el 23 de junio de 2014 una expansión que añade dos nuevas facciones a la lista de ejércitos utilizables (Oberkommando West y The U.S Forces) para el modo multijugador junto con una nueva campaña ambientada en la batalla de las Ardenas desde la perspectiva de los aliados y nuevos mapas para el modo multijugador llamado Company of Heroes 2 - The Western Front Armies. Para el 2 de septiembre de 2015 se lanzó la tercera y última expansión del juego llamado Company Of Heroes 2 - The Bristish Forces cuyo contenido cuenta con una nueva facción: The British Forces por parte  de la facción de los Aliados y con más mapas para el modo multijugador.  Se encuentra disponible para Windows, Mac, Linux y SteamOS. La campaña principal está enfocada en el teatro de operaciones del frente oriental y cuenta con 14 misiones las cuales van desde la Operación Barbarroja hasta la Batalla de Berlín, la historia es relatada por un teniente del ejército soviético llamado Lev Abramovich Isakovich el cual se encuentra encerrado en un gulag en Norilsk, Siberia siendo interrogado por un coronel.

El jugador puede optar entre los dos ejércitos RKKA y Wehrmacht tanto en el multijugador,refriegas contra la IA y como en el teatro de operaciones ya que en la campaña soviética sólo está disponible el ejército soviético de manera jugable.  

## Sinopsis de la campaña soviética

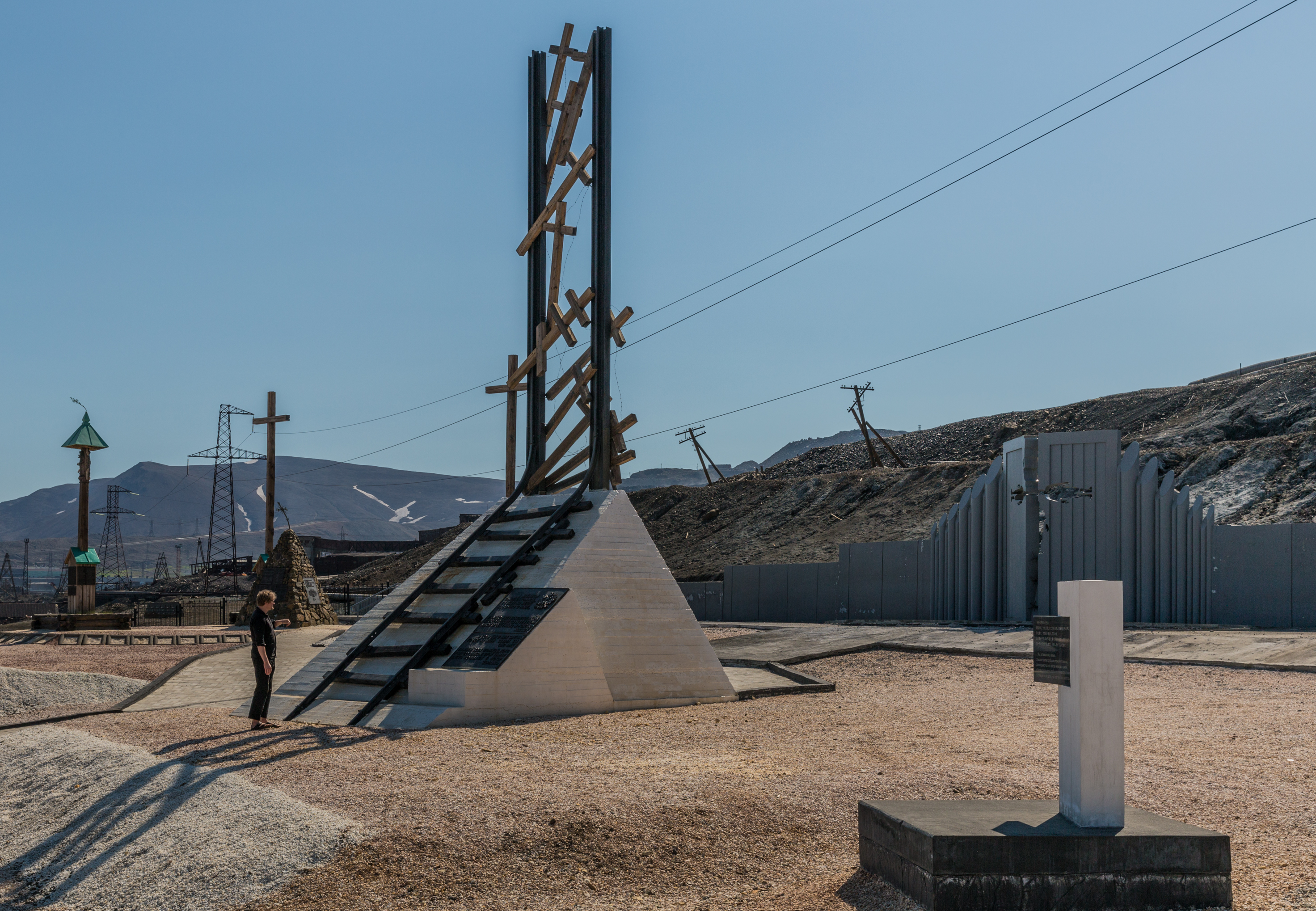
Monumento a las víctimas del Gulag en Norilsk

En una noche de invierno de 1952 en un campo de trabajo disciplinario cerca de Norilsk, Siberia, el teniente Lev Abramovich Isakovich está teniendo recuerdos acerca de sus acciones en la guerra en su barraca cuando de repente recibe la visita de un coronel que afirma que ha venido desde Moscú con una libreta que pertenece a Isakovich el cual contiene sus memorias como combatiente de la gran guerra patriótica y le advierte que lo que ha escrito es suficiente como para condenar a un hombre por lo cual le dice que debe contarle la verdad de lo sucedido.

### Misión 1:Estación deStalingrado
Septiembre de 1942, URSS, Batalla de Stalingrado 

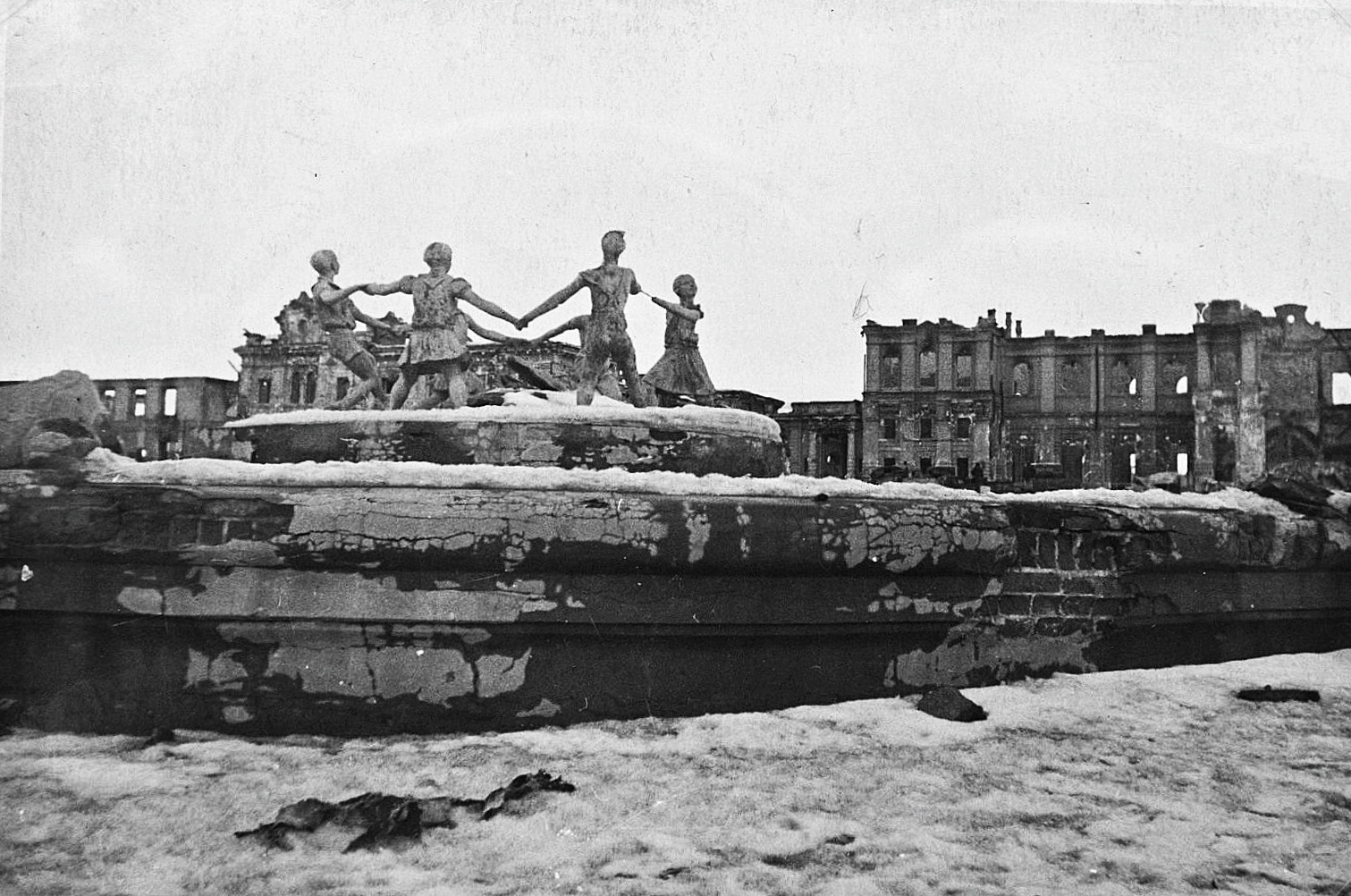
Fuente Barmalej tras la batalla de Stalingrado, se muestra al final de la misión 1.

 Isakovich empieza a contar todo lo sucedido en la guerra, los soldados soviéticos están desembarcando a través del río Volga para la defensa de la ciudad de Stalingrado, la misión consiste en abrirte paso a través de las líneas alemanas, eliminar las ametralladoras MG42, eliminar un Panzer IV con un cañón Pak 40 capturado; Isakovich recuerda cómo es que la Orden 227 es ejecutada a causa que sus compañeros empiezan a retirarse y de como sus superiores dan las órdenes de ejecuión a los soldados del ejército alemán aún cuando estaban rindiendose.

### Misión 2:Tierra quemada
Septiembre de 1941, Afueras de Moscú, URSS, Batalla de Moscú 

### Misión 3:Apoyo en camino
Octubre de 1941, Mtsensk, URSS, Batalla de Moscú  

### Misión 4:El invierno milagroso
Enero de 1942, Alrededores de Moscú, URSS, Batalla de Moscú  

### Misión 5:Stalingrado
Septiembre de 1942, URSS, Batalla Stalingrado 

### Misión 6:Después de Stalingrado
Octubre de 1942, URSS, Batalla de Stalingrado 

### Misión 7:Puente de tierra hacia Leningrado
Enero de 1943, URSS, Schlüsselburg, Sitio de Leningrado 

### Misión 8:La caza delTiger
Enero de 1943, URSS, Afueras de Leningrado, Sitio de Leningrado 

### Misión 9:Silencio de radio
Junio de 1944, URSS, Orsha, Operación Bagratión 

### Misión 10:Lublin
Julio de 1944, Polonia, Lublin, Operación Bagratión 

### Misión 11:Tras las líneas enemigas
Agosto de 1944, Polonia, Polonia rural, Operación Bagratión 

### Misión 12:Ciudadela de Poznan
Febrero de 1945, Polonia, Poznan, Batalla de Poznan 

### Misión 13:Halbe
Junio de 1944,  Alemania, Halbe, Batalla de Halbe 

### Misión 14:El Reichstag
Abril de 1945, Alemania, Berlín, Batalla de Berlín 

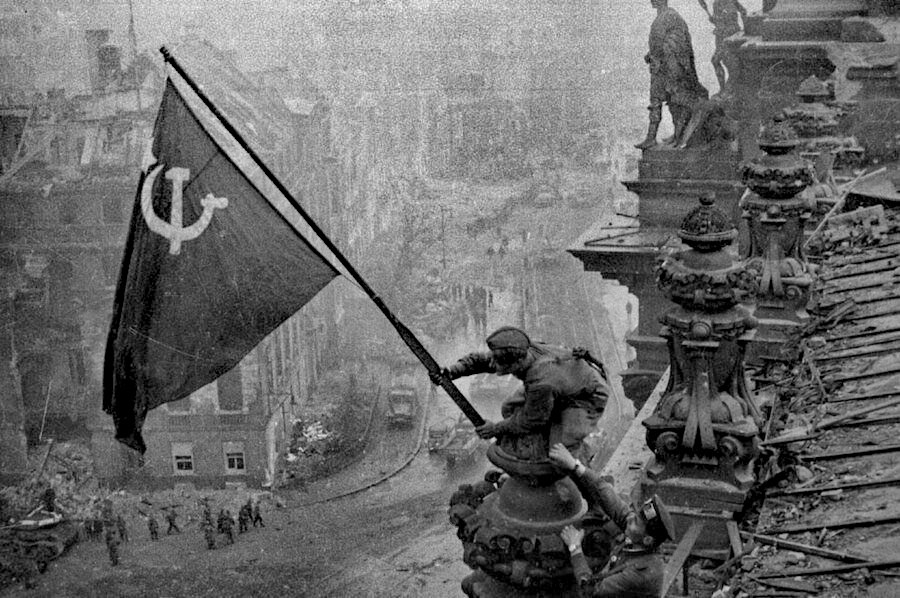
Alzando una bandera sobre el Reichstag, foto icónica de Yevgueni Jaldéi que muestra a los soviéticos celebrando sobre las ruinas de Berlín.

## Jugabilidad
El método de juego consta de conquista de puntos estratégicos esparcidos por el mapa, que el jugador deberá capturar con infantería, a pie o bien, montada en un semioruga ya que le generan los 2 recursos básicos: combustible y munición, no se pueden capturar territorios en el que haya enemigos cerca.

El tercer punto consta de puntos de victoria el cual dependiendo de la partida irá restando puntos al equipo contrario de tal manera que el equipo que llegue a cero perderá la partida.

### Cobertura
Casi todos los objetos dispersos en el campo de batalla proporcionan protección a las tropas

Cobertura negativa

Esta cobertura está representada por un escudo de color rojo, se refiere a los caminos y carreteras, mientras la unidad tenga cobertura negativa obentrá más daño en combate

Cobertura ligera

Esta cobertura está reprensentada por un escudo de color amarillo, puede referirse a vallas de madera

'Cobertura pesada

Esta cobertura está representada por un escudo de color verde,generalmente se refiere a un muro de piedra o a vehículos destrozados,cuando una tropa está a cubierto es más difícil de matar o contener

### Mantenimiento de la unidad
El juego consta del manejo de unidades por pelotones si un pelotón conserva al menos un miembro puede reforzarse en la base o cerca de un semioruga

### Veteranía
A medida que una unidad se encuentre combatiendo generará experiencia lo que hace que se desbloquee mejoras en el campo de batalla y sea más eficiente en combate

## Recursos
A diferencia de otros juegos de estrategia, en Company Of Heroes 2 no hay obreros ni minas, los recursos no requieren de ninguna extracción ya que estos son generados de manera automática, en cuanto a munición o combustible se refiere depende de que mientras más se tenga territorio capturado más recursos generará

En Company of Heroes 2 existen 3 recursos en el campo de batalla: efectivos,munición y combustible.

### Efectivos
Todos los jugadores comienzan con la misma velocidad de obtención de efectivos. Los efectivos son el recurso principal para llamar unidades. El contador de efectivos por minuto disminuye a medida de que tu ejército crezca

### Munición
La munición se utiliza para obtener mejoras y obtener capacidades especiales de las unidades, o habilidades como lanzar granadas, armas especiales (orientado más a la infantería), ataques aéreos y andanadas de artillería.

### Combustible
El combustible es el recurso que más tarda en generarse ya que de este depende la construcción de edificios, mejoras (desbloqueo de suministro de granadas o desbloqueo de armas) y la construcción de carros blindados

### Límite de unidades
Este contador nos muestra que tantas unidades se encuentran en el campo de batalla generalmente el límite por jugador es de 100

## Ejércitos
RKKA

Werchmacht